# Witness (Katy Perry)
Witness è il quinto album in studio della cantante statunitense Katy Perry, pubblicato il 9 giugno 2017 dalla Capitol.

## Produzione
Nel febbraio 2016 Katy Perry, in un'intervista concessa al The New York Times, ha rivelato di essere in una «fase di ricerca e sviluppo» di un nuovo album. Decise tuttavia poi di prendersi una pausa per dare «riposo alla sua salute mentale», per poi riprendere il processo di composizione dei brani nel successivo mese di giugno. Perry si è detta «rinfrescata» in seguito alla pausa e ha rivelato di avere più di quaranta brani «in lavorazione» prima della fine dell'anno. In agosto la cantante ha dichiarato inoltre di aspirare a creare materiale «che connetta, immedesimi ed ispiri», aggiungendo in un'intervista con Ryan Seacrest di non avere alcuna fretta nel realizzare il suo quinto album:
 Nel febbraio 2017, Perry ammise che l'album sarebbe stato «definitivamente una nuova era» per lei e «un'era di pop determinato» di cui è molto fiera. A inizio maggio la cantante ha rivelato ad Entertainment Weekly che l'album sarebbe stato composto da 15 tracce e ha descritto l'album come «divertente e dance, oscuro e luminoso».

## Copertina
Parlando del concetto espresso dalla copertina dell'album, Perry ha detto «La musica mi ha permesso di viaggiare e ciò ha rieducato la mia mente e ha cambiato la mia prospettiva su tante cose, perciò la mia istruzione e la mia coscienza derivano dalla mia voce, ed è così che io vedo. È così che assisto a voi ed è così che voi assistete a me ed è per questo che l'occhio è nella bocca».

## Promozione
Nel febbraio 2017 Spotify ha annunciato che avrebbe inaugurato una campagna per promuovere l'album fino alla pubblicazione di quest'ultimo, iniziando con il lancio del primo singolo Chained to the Rhythm, che ha visto la partecipazione vocale di Skip Marley. Tre mesi più tardi, YouTube ha annunciato la pubblicazione di uno speciale in diretta per l'album, intitolato Katy Perry Live Special, il giorno prima della pubblicazione, durante il quale il pubblico è stato condotto «all'interno del mondo di Katy Perry». Il 28 aprile è stato pubblicato come secondo singolo Bon appétit, realizzato insieme al gruppo musicale Migos.
Il 14 maggio la Perry ha postato sul suo account Twitter l'anteprima di un ulteriore brano, l'omonimo Witness, e un primo piano del suo occhio; Il giorno seguente ha annunciato il titolo dell'album e la data di pubblicazione, oltre al lancio del Witness: The Tour, che ha avuto luogo in Nord America tra settembre 2017 e febbraio 2018. Il 19 maggio è stato pubblicato come terzo singolo Swish Swish, inciso in collaborazione con la rapper Nicki Minaj.

## Accoglienza
Witness ha ricevuto recensioni miste da parte della critica specializzata. Wren Graves di Consequence ha indicato Swish Swish, Power e Déjà vu come i brani fondamentali dell'album, mentre i restanti brani sono stati definiti dei semplici «riempitivi»; Graves ha inoltre aggiunto scrivendo che la mancanza di coesione facesse sì che questo album di Katy Perry forse di minor valore rispetto agli altri. Kevin O'Donnell di Entertainment Weekly ha scritto che la cantante risulta «riflessiva, ansiosa e battagliera» all'interno dell'album e ha elogiato i brani Déjà vu e Swish Swish. Maeve McDermott di USA Today ha definito Witness un album «coerente dal punto di vista sonoro» e «personale» a dispetto della campagna politicizzante di cui era stato oggetto.
Hannah J. Davies di The Guardian ha scritto che Perry «ha ancora orecchio per melodie che si radicano rapidamente nella coscienza collettiva», lodando Swish Swish (definendola «una bomba a base house con un'atmosfera irresistibile»), ma criticando il resto dell'album, riportando che «le sentite ballate della Perry non brillano in tutta questa stravaganza». Leonie Cooper del NME ha lodato l'album per i suoi «importanti messaggi sull'autonomia femminile rivolti ai giovani ascoltatori, che passano meglio gridati che sussurrati». Mike Wass di Idolator ha invece ritenuto che Witness non facesse prova di «introspezione né maturità», ma ha definito Miss You More «il perno emotivo dell'album» e «uno di quegli inni brutalmente onesti per cui Katy non riceve sufficiente attenzione». Wass concluse scrivendo: «Witness è eccessivamente ambizioso e senz'altro contiene un paio di canzoni di troppo, ma raramente si trovano esperimenti dance pop più gradevoli di questo».
Christopher R. Weingarten di Rolling Stone ha accostato l'album ai lavori di Halsey e Camila Cabello, aggiungendo che la voce di Perry era «inghiottita da effetti speciali e riverberi». Sal Cinquemani di Slant Magazine, sebbene abbia mostrato apprezzamento per i brani Hey Hey Hey e Power, ha scritto che all'album «mancano sia i sensazionali hook che avevano portato i precedenti brani della Perry in cima alle classifiche che il focus concettuale e sonoro necessario a dare scopo al suo pop».
Stephen Thomas Erlewine di AllMusic etichettò l'album come «ossessivo e vagamente disperato» e «concettualmente un pantano», scrivendo: «[Witness] vanifica qualunque progresso in termini di musica adult contemporary compiuto dalla Perry con Prism». Neil McCormick di The Daily Telegraph ha giudicato l'album come «ripetitivo nella musiche» e i brani «poco incisivi», criticando inoltre che il talento individuale della cantante è stato messo in secondo piano a favore del gran numero di collaboratori esterni. Andy Gill di The Independent ha criticato i brani prodotti da Max Martin per mancanza di originalità. Mikael Wood del Los Angeles Times ha criticato a sua volta la direzione musicale intrapresa dalla cantante, notando mancanza di incisività nelle tracce e nella voce di Katy Perry. Elesse a migliori brani Chained to the Rhythm e Swish Swish.
Roulette, scritta dalla stessa Katy Perry, da Max Martin, Ali Payami, Shellback e Ferras, è stata accolta molto positivamente dalla critica specializzata. Alessandro Buzzella di RnbJunk la definisce come "La mid-tempo più potente del progetto", aggiunge anche "Sicuramente il brano più indicato come prossimo singolo, Roulette ha tutte le caratteristiche per essere una hit: base anni '80 e martellante, pre-ritornello interessantissimo e ritornello fresco ed orecchiabile. Molto grintosa inoltre l'interpretazione della Perry, che rende meno piatto l'organico del brano. Promosso a pieni voti".

## Tracce
1. Witness – 4:10 (Katy Perry, Max Martin, Savan Kotecha, Ali Payami)
2. Hey Hey Hey – 3:34 (Katy Perry, Max Martin, Sia Furler, Ali Payami, Sarah Hudson)
3. Roulette – 3:18 (Katy Perry, Max Martin, Shellback, Ali Payami, Ferras Alqaisi)
4. Swish Swish (feat. Nicki Minaj) – 4:02 (Katy Perry, Duke Dumont, Sarah Hudson, PJ "Promnite" Sledge, Onika Maraj, Britanny Hazzard) – contiene elementi di I Get Deep di Roland Clark
5. Déjà vu – 3:17 (Katy Perry, Hayden James, Ferras Alqaisi, Thomas Stell)
6. Power – 3:46 (Katy Perry, Jack Garratt, William Robinson) – contiene elementi di Being with You di William Robinson
7. Mind Maze – 4:08 (Katy Perry, Sarah Hudson, Corin Roddick, Megan James)
8. Miss You More – 3:54 (Katy Perry, Sarah Hudson, Corin Roddick, Megan James)
9. Chained to the Rhythm (feat. Skip Marley) – 3:57 (Katy Perry, Max Martin, Sia Furler, Ali Payami, Skip Marley)
10. Tsunami – 3:23 (Katy Perry, Michael Williams, Marcus Bell, Sarah Hudson, Mia Moretti)
11. Bon appétit (feat. Migos) – 3:47 (Katy Perry, Max Martin, Shellback, Oscar Holter, Ferras Alqaisi, Quavious Marshall, Kiari Cephus, Kirsnick Ball)
12. Bigger Than Me – 4:00 (Katy Perry, Sarah Hudson, Corin Roddick, Megan James)
13. Save as Draft – 3:48 (Katy Perry, Noonie Bao, Dijon McFarlane, Nicolas Audino, Lewis Hughes, Elof Loelv)
14. Pendulum – 4:00 (Katy Perry, Jeff Bhasker, Sarah Hudson)
15. Into Me You See – 4:24 (Katy Perry, Joe Goddard, Alexis Taylor, Ferras Alqaisi)

Tracce bonus nelle edizioni giapponese e deluxe
1. Dance with the Devil – 3:49 (Katy Perry, Felix Snow, Sarah Hudson)
2. Act My Age – 3:42 (Katy Perry, Tinashe Fazakerley, Mark Crew, Sarah Hudson)

DVD bonus nell'edizione deluxe giapponese
1. Chained to the Rhythm (Music Video) (Katy Perry, Max Martin, Sia Furler, Ali Payami, Skip Marley)
2. The Making of "Chained to the Rhythm" Music Video (Parts 1 & 2) (Katy Perry, Max Martin, Sia Furler, Ali Payami, Skip Marley)

## Formazione
Crediti tratti dall'edizione standard dell'album.
Musicisti
- Katy Perry – voce, cori (tracce 2, 3 e 9)
- Max Martin – cori (tracce 1 e 9), programmazione (tracce 1-3, 9), percussioni (tracce 1-3), tastiera, basso, batteria e sintetizzatore (traccia 3), chitarra acustica (traccia 8), Prophet 6 e solina (traccia 9)
- Ali Payami – programmazione, percussioni e basso (tracce 1-3, 8 e 9), batteria (tracce 1, 3, 8 e 9), sintetizzatore (tracce 1-3, 9), pianoforte (tracce 1, 2, 8 e 9), chitarra acustica (traccia 1), tastiera (tracce 3 e 8), chitarra elettrica e cori (traccia 8), battimani (traccia 9)
- Astrid S – cori (traccia 2)
- Shellback – cori, programmazione e tastiera (tracce 3, 11), basso, batteria, percussioni e sintetizzatore (traccia 3)
- Nicki Minaj – voce (traccia 4)
- Duke Dumont – sintetizzatore, batteria e programmazione (traccia 4)
- PJ "Promnite" Sledge – tastiera (traccia 4)
- Noah "Mailbox" Passovoy – tastiera aggiuntiva (traccia 4), programmazione aggiuntiva (tracce 4 e 10), tastiera e percussione (traccia 10)
- Hayden James – chitarra, basso, cori e sintetizzatore (traccia 5)
- Thomas Stell – sintetizzatore (traccia 5)
- Jack Garratt – strumentazione (traccia 6)
- Skip Marley – voce e cori (traccia 9)
- Sia – cori (traccia 9)
- James Alan Ghaleb – chitarra funky (traccia 9)
- Peter Karlsson – percussioni (traccia 9)
- Casey Hopper – chitarra (traccia 10)
- Joshua Moreau – basso (traccia 10)
- Migos – voci (traccia 11)
- Oscar Holter – tastiera e programmazione (tracce 11 e 12)
- Elof Loelv – programmazione, batteria, basso, pianoforte e sintetizzatore (traccia 13)
- Jeff Bhasker – tastiera e programmazione della batteria (traccia 14)
- Illangelo – programmazione aggiuntiva della batteria (traccia 14)
- Pino Palladino – basso (traccia 14)
- Edie Lehman Boddicker – conduzione coro gospel (traccia 14), coro gospel (traccia 14)
- Nelson Beato – coro gospel (traccia 14)
- Alexandra Brown – coro gospel (traccia 14)
- Denise Carite – coro gospel (traccia 14)
- Charlean Carmon – coro gospel (traccia 14)
- Carmen Carter – coro gospel (traccia 14)
- Monique Donnelly – coro gospel (traccia 14)
- Carmel Echols – coro gospel (traccia 14)
- Luke Edgemon – coro gospel (traccia 14)
- Anthony Evans – coro gospel (traccia 14)
- Jim Gilstrap – coro gospel (traccia 14)
- Clydene Jackson – coro gospel (traccia 14)
- Briana Lee – coro gospel (traccia 14)
- David Loucks – coro gospel (traccia 14)
- Jamie McCray – coro gospel (traccia 14)
- Louis Price – coro gospel (traccia 14)
- Aretha Scruggs – coro gospel (traccia 14)
- Toni Scruggs – coro gospel (traccia 14)
- Carmen Willie – coro gospel (traccia 14)
- Oren Waters – coro gospel (traccia 14)
- Will Wheaton – coro gospel (traccia 14)
- Eyvonne Williams – coro gospel (traccia 14)
- Brandon Winbush – coro gospel (traccia 14)
- Jason Woods – coro gospel (traccia 14)
- Dustin O'Halloran – strumentazione e arrangiamento (traccia 15)
- Rob Simonsen – programmazione aggiuntiva della batteria (traccia 15)

Produzione
- Katy Perry – produzione esecutiva
- Max Martin – produzione esecutiva, produzione (tracce 1-3, 9 e 11), produzione parti vocali (tracce 8 e 13)
- Șerban Ghenea – missaggio
- John Hanes – ingegneria al missaggio
- Randy Merrill – mastering (eccetto traccia 9)
- Ali Payami – produzione (tracce 1-3, 8 e 9), produzione aggiuntiva parti vocali (traccia 8)
- Sam Holland – ingegneria del suono (tracce 1-3, 9 e 11)
- Cory Brice – assistenza tecnica (tracce 1-3, 9 e 11)
- Jeremy Lertola – assistenza tecnica (tracce 1-3, 9 e 11)
- Peter Karlsson – montaggio parti vocali (tracce 1-3, 9, 11 e 13), produzione aggiuntiva parti vocali (traccia 8)
- Shellback – produzione (tracce 3 e 11)
- Duke Dumont – produzione (traccia 4)
- PJ "Promnite" Sledge – produzione aggiuntiva (traccia 4)
- Noah "Mailbox" Passovoy – produzione aggiuntiva (tracce 4 e 10), ingegneria del suono (tracce 4-7, 10, 12 e 14), produzione parti vocali (tracce 4-7, 10 e 14), montaggio parti vocali (tracce 7 e 12)
- Rachael Findlen – ingegneria del suono (tracce 4-8, 10, 12-15), produzione parti vocali (tracce 7, 8 e 12)
- Zeke Mishanec – assistenza tecnica (traccia 4)
- Aubry "Big Juice" Delaine – ingegneria del suono aggiuntiva e registrazione voce di Nicki Minaj (traccia 4)
- Ian Findlay – assistenza tecnica voce di Nicki Minaj (traccia 4)
- Hayden James – produzione (traccia 5)
- Jack Garratt – produzione (traccia 6)
- Corin Roddick – produzione (tracce 7, 8 e 12), produzione parti vocali (traccia 8 e 12)
- Tom Coyne – mastering (traccia 9)
- Mike Will Made It – produzione (traccia 10)
- Scooly – produzione (traccia 10)
- Stephen "The Sauce" Hybicki – ingegneria del suono (traccia 10)
- Oscar Holter – produzione (traccia 11 e 12), montaggio parti vocali (traccia 12)
- Dary "DJ Durel" McPherson – registrazione voci dei Migos (traccia 11)
- Elof Loelv – produzione (traccia 13), ingegneria del suono (traccia 13)
- Jeff Bhasker – produzione (traccia 14)
- Illangelo – produzione aggiuntiva (traccia 14)
- Ryan Nasci – ingegneria del suono (traccia 14)
- Dustin O'Halloran – produzione (traccia 15)
- Francesco Donadello – ingegneria del suono (traccia 15)

## Successo commerciale

### America
Negli Stati Uniti d'America, Witness ha debuttato al vertice della Billboard 200, con 180 000 copie, tra cui 162 000 vendite pure, diventando il terzo album consecutivo di Katy Perry ad eseguire tale risultato nonché il più grande debutto per un'artista femminile da Joanne di Lady Gaga nel 2016. È inoltre diventato il secondo album femminile nel 2017 a debuttare in vetta alla classifica dopo Hopeless Fountain Kingdom di Halsey. È stato posizionato ottavo da Billboard in una classifica basata sull'andamento commerciale, riuscendo a totalizzare 431 000 copie vendute in territorio statunitense entro settembre 2017.
Anche in Canada l'album ha debuttato in vetta nella rispettiva classifica, con 23 000 copie vendute nella sua prima settimana. A novembre di quell'anno la Music Canada ha certificato Witness con il disco di platino per aver superato le 80 000 copie vendute in territorio canadese.

### Europa
Nel Regno Unito, l'album ha debuttato alla 6ª posizione nella Official Albums Chart, con 16 153 unità di vendite totalizzate.
In Spagna, invece, ha debuttato in vetta alla classifica redatta dalla Productores de Música de España, per poi scendere alla tredicesima posizione nella seconda settimana.

### Asia e Oceania
In Giappone Witness ha debuttato alla posizione 22 nella Oricon grazie a 3 325 copie vendute e nella sua seconda settimana è salito alla 19ª.
In Australia ha debuttato alla 2ª posizione della ARIA Charts, vendendo 5 794 copie. Nella seconda settimana ne ha vendute altre 2 069, raggiungendo quindi le 7 863 copie vendute nelle due prime settimane dopo la pubblicazione. È stato poi certificato oro dalla ARIA per le 35 000 copie vendute in territorio australiano.

## Classifiche

### Classifiche settimanali
| Classifica (2017) | Posizione massima |
| ----------------- | ----------------- |
| Australia         | 2                 |
| Austria           | 6                 |
| Belgio (Fiandre)  | 8                 |
| Belgio (Vallonia) | 4                 |
| Canada            | 1                 |
| Corea del Sud     | 78                |
| Danimarca         | 15                |
| Finlandia         | 3                 |
| Francia           | 4                 |
| Germania          | 10                |
| Giappone          | 19                |
| Grecia            | 4                 |
| Irlanda           | 5                 |
| Italia            | 6                 |
| Norvegia          | 5                 |
| Nuova Zelanda     | 2                 |
| Paesi Bassi       | 8                 |
| Polonia           | 9                 |
| Portogallo        | 12                |
| Regno Unito       | 6                 |
| Repubblica Ceca   | 3                 |
| Slovacchia        | 4                 |
| Spagna            | 1                 |
| Stati Uniti       | 1                 |
| Svezia            | 7                 |
| Svizzera          | 7                 |
| Ungheria          | 17                |

### Classifiche di fine anno
| Classifica (2017) | Posizione |
| ----------------- | --------- |
| Australia         | 35        |
| Belgio (Fiandre)  | 107       |
| Belgio (Vallonia) | 93        |
| Canada            | 39        |
| Paesi Bassi       | 93        |
| Stati Uniti       | 91        |